# Passiflora marginata
Passiflora marginata är en passionsblomsväxtart som beskrevs av Maxwell Tylden Masters. Passiflora marginata ingår i släktet passionsblommor, och familjen passionsblomsväxter. Inga underarter finns listade i Catalogue of Life.